# برايان روسو
برايان روسو (بالإسبانية: Brian Rosso)‏ هو مجدف أرجنتيني، ولد في 16 أغسطس 1987 في مار دل بلاتا في الأرجنتين.

## وصلات خارجية
- برايان روسو على موقع الاتحاد الدولي للتجديف (الإنجليزية)
- برايان روسو على موقع اللجنة الأولمبية الدولية (الإنجليزية)
- برايان روسو على موقع أوليمبيديا (الإنجليزية)
- برايان روسو على موقع اللجنة الأولمبية الأرجنتينية (الإسبانية)